# Перенос столицы
Перено́с столи́цы — передача столичных функций от одного города к другому (часто специально построенному с этой целью).

## Причины переноса столицы
Необходимость переноса столицы обычно возникает по ряду различных причин, среди которых:
- перенаселённость и гипертрофированное доминирование существующей столицы над остальной страной
- для разрешения спора между городами, имеющими равные основания претендовать на столичный статус
- ввиду прямой военной угрозы существующей столице
- из-за неудачного географического и геополитического положения
- для освобождения от старых традиций государственного управления и общественной жизни
- для ускорения развития тех территорий, где создаётся новая столица.

## Примеры

### Список переносов столиц
См. более полный список переносов столиц «List of former national capitals» в английской версии словарной статьи — en:List of former national capitals

| Страна                              | Год              | Старая столица                | Новая столица        |
| ----------------------------------- | ---------------- | ----------------------------- | -------------------- |
| Держава Ахеменидов                  | 520 год до н. э. | Сузы                          | Персеполь            |
| Римская империя                     | 330              | Рим                           | Константинополь      |
| Грузия                              | 498              | Мцхета                        | Тбилиси              |
| Марокко                             | 808              | Волюбилис                     | Фес                  |
| Древнерусское государство           | 882              | Великий Новгород              | Киев                 |
| Марокко                             | 927              | Фес                           | Хаджар ан-Хасар      |
| Норвегия                            | 1070             | Тронхейм                      | Берген               |
| Марокко                             | 1244             | Марракеш                      | Фес                  |
| Португалия                          | 1255             | Коимбра                       | Лиссабон             |
| Норвегия                            | 1299             | Берген                        | Осло                 |
| Великое княжество Литовское         | 1323             | Тракай                        | Вильно               |
| Османская империя                   | 1329             | Сёгют                         | Бурса                |
| Османская империя                   | 1365             | Бурса                         | Эдирне               |
| Чосон                               | 1394             | Кэсон                         | Сеул                 |
| Дания                               | 1443             | Роскилле                      | Копенгаген           |
| Османская империя                   | 1453             | Эдирне                        | Константинополь      |
| Королевство Кастилия и Леон         | 1561             | Толедо                        | Мадрид               |
| Речь Посполитая                     | 1596             | Краков                        | Варшава              |
| Русское царство                     | 1712             | Москва                        | Санкт-Петербург      |
| Бразилия                            | 1763             | Салвадор                      | Рио-де-Жанейро       |
| Острова Зеленого Мыса               | 1770             | Сидади-Велья (Рибейра-Гранде) | Прая                 |
| США                                 | 1800             | Филадельфия                   | Вашингтон            |
| Тонга                               | 1851             | Муа                           | Нукуалофа            |
| Никарагуа                           | 1857             | Леон                          | Манагуа              |
| Новая Зеландия                      | 1865             | Окленд                        | Веллингтон           |
| Итальянское королевство             | 1870             | Флоренция                     | Рим                  |
| Гондурас                            | 1880             | Комаягуа                      | Тегусигальпа         |
| Вьетнам                             | 1882             | Хюэ                           | Ханой                |
| Берег Слоновой кости                | 1900             | Гран-Бассам                   | Бенжервиль           |
| Британская Индия                    | 1912             | Калькутта                     | Дели                 |
| Советская Россия                    | 1918             | Петроград                     | Москва               |
| Белоруссия                          | 1919             | Вильно                        | Смоленск             |
| Белоруссия                          | 1919             | Смоленск                      | Минск                |
| Украина                             | 1919             | Киев                          | Харьков              |
| Литва                               | 1922             | Вильнюс                       | Каунас               |
| Турция                              | 1923             | Стамбул                       | Анкара               |
| Казахстан                           | 1925             | Оренбург                      | Кызылорда            |
| Австралия                           | 1927             | Мельбурн                      | Канберра             |
| Казахстан                           | 1929             | Кызылорда                     | Алма-Ата             |
| Узбекистан                          | 1930             | Самарканд                     | Ташкент              |
| Берег Слоновой кости                | 1933             | Бенжервиль                    | Абиджан              |
| Украина                             | 1934             | Харьков                       | Киев                 |
| Литва                               | 1940             | Каунас                        | Вильнюс              |
| Гвинея-Бисау                        | 1941             | Болама                        | Бисау                |
| Черногория                          | 1946             | Цетине                        | Подгорица            |
| Пакистан                            | 1959             | Карачи                        | Равалпинди           |
| Бразилия                            | 1960             | Рио-де-Жанейро                | Бразилиа             |
| Британский Гондурас (Белиз)         | 1970             | Белиз-сити                    | Бельмопан            |
| Пакистан                            | 1971             | Равалпинди                    | Исламабад            |
| Малави                              | 1975             | Зомба                         | Лилонгве             |
| Берег Слоновой кости                | 1983             | Абиджан                       | Ямусукро             |
| ФРГ                                 | 1990             | Бонн                          | Берлин               |
| Нигерия                             | 1991             | Лагос                         | Абуджа               |
| Танзания                            | 1993             | Дар-эс-Салам                  | Додома               |
| Казахстан                           | 1997             | Алма-Ата                      | Акмола               |
| Мьянма                              | 2005             | Янгон                         | Нейпьидо             |
| Палау                               | 2006             | Корор                         | Нгерулмуд            |
| Бурунди                             | 2019             | Бужумбура                     | Гитега               |
| Экваториальная Гвинея (планируется) | нет даты         | Малабо                        | Сьюдад-де-ла-Пас     |
| Индонезия (планируется)             | нет даты         | Джакарта                      | Нусантара            |
| Египет (планируется)                | нет даты         | Каир                          | Новая столица Египта |
| Южный Судан (планируется)           | нет даты         | Джуба                         | Рамсель              |

### Реализованные за последние полвека
Отдельные статьи:
- Перенос столицы Казахстана из Алма-Аты в Акмолу (10 декабря 1997 года)
- Перенос столицы Бразилии из Рио-де-Жанейро в Бразилиа (21 апреля 1960 года)

### Исторические
Отдельные статьи:
- Перенос столицы УССР из Харькова в Киев (24 июня 1934 года)
- Столицы России:
  - Перенос столицы России из Москвы в Санкт-Петербург (1712)
  - Перенос столицы России из Санкт-Петербурга в Москву (1727)
  - Перенос столицы России из Москвы в Санкт-Петербург (январь 1732 года)
  - Перенос столицы России из Петрограда в Москву (12 марта 1918 года)

### Предстоящие
Осуществлён и продолжает производиться перенос части столичных функций во вновь созданный специальный федеральный административный центр Малайзии Путраджайя.
С 2011 года строится новая столица Сьюдад-де-ла-Пас (ранее Ойяла) в Экваториальной Гвинеи.
C 2011 года начато сооружение нового города Рамсель для переноса столицы Южного Судана.
С 2015 года строится новая столица в Египте.
В 2021 году начался перенос столицы Индонезии в новый город Нусантара на юго-востоке Калимантана.
Строится к 2030 году новый город Седжон для как минимум частичного переноса части столичных функций в Южной Корее.
Возрождается планировавшееся (и вносившееся во временную Конституцию) при основании ОАЭ создание новой столицы Аль-Карама на равном удалении от ключевых городов и эмиратов Абу-Даби и Дубая
.

### Нереализованные
В ряде стран (например, в Румынии времён Чаушеску в Тырговиште, в Венесуэле времён Уго Чавеса в новый город Сьюдад-Либертад, в Афганистане до Талибана) вопрос переноса столицы снят.

### Обсуждаемые
Обсуждаются целесообразность и варианты переноса столиц в России, Азербайджане, Кыргызстане  (в новый город Асман), Туркменистане (в новый город Аркадаг), Аргентине, Боливии, Великобритании, Иране, Испании, Италии, Мексике, Монголии, Таиланде, Франции, Южной Корее, Японии и ряде других стран.
На Украине партия «Оппозиционный блок» в своём проекте изменений в Конституцию предлагает перенести столицу Украины из Киева в Канев.
В Болгарии партия «Болгария труда и разума» предлагает перенести болгарскую столицу в Велико Тырново, Плевен или Стара-Загора, с возможным сохранением дипломатических миссий и некоторых церемониальных учреждений в нынешней столице Софии.